# МАССОЛИТ
МАССОЛИТ — вымышленное объединение литераторов, фигурирующее в романе Михаила Булгакова «Мастер и Маргарита». По мнению исследователей, аббревиатура расшифровывается как «Мастерская (Мастера́) социалистической литературы» или «Массовая литература», или «Московская ассоциация литераторов» (из второго абзаца романа: «Михаил Александрович Берлиоз, председатель правления одной из крупнейших московских литературных ассоциаций, сокращенно именуемой МАССОЛИТ»); в ней также отмечено ироничное уподобление существовавшей в 1920-х годах организации МАСТКОМДРАМ, что означало «Мастера коммунистической драмы».
Слово «МАССОЛИТ» появилось на страницах «Мастера и Маргариты» не сразу: в первых вариантах романа автор использовал аббревиатуры Вседрупис (Всемирное дружество писателей), Всемиопис (Всемирное объединение писателей), Всеобпис, Опис и другие.
Страницы, посвящённые МАССОЛИТу и Дому Грибоедова, в котором размещалось это литературное объединение, являются, по словам литературоведа Бориса Соколова, пародией на Союз писателей и Дом Герцена, в стенах которого базировались РАПП и Московская ассоциация пролетарских писателей (МАССПРОПИС).

## Дом Герцена — Дом Грибоедова

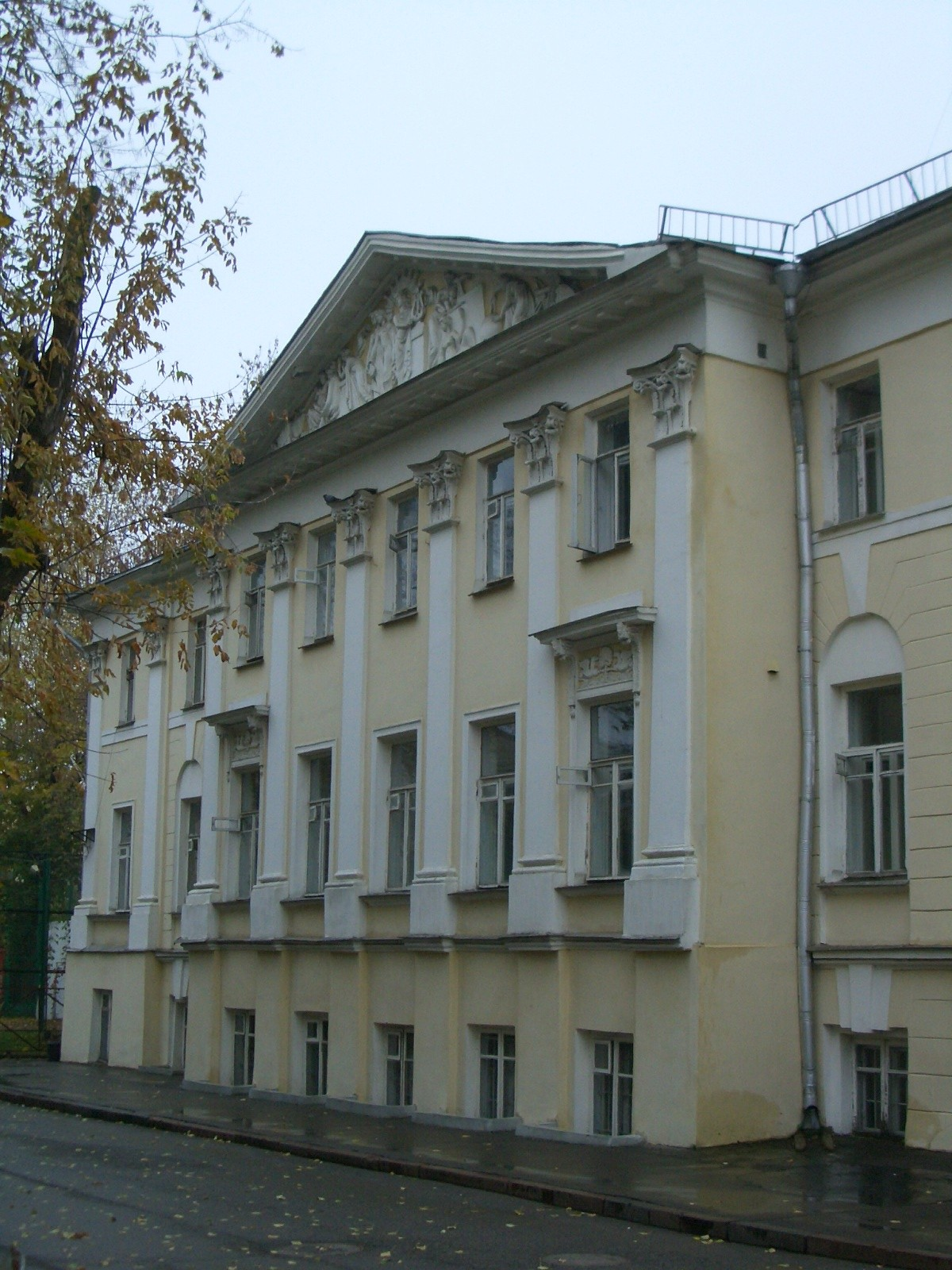
«Дом Герцена»

Дом Герцена, описанный в романе как Дом Грибоедова, находился на Тверском бульваре, 25. В 1920-х годах Булгаков посещал проходившие в его залах заседания и не раз участвовал в литературной полемике; именно там собирались многие писатели, ставшие впоследствии персонажами «Мастера и Маргариты». Так, на одном из подобных мероприятий Булгаков резко протестовал против попытки профессора Василия Львова-Рогачевского признать значимыми трёх молодых авторов, пишущих о пролетарской любви: их герои во время свиданий разговаривали о мировой революции и пели «Интернационал»:
Булгаков отказывался признавать эти вещи фактом русской литературы. <...> Одно из самых последних собраний в Доме Герцена было «булгаковским». Тон на этом собрании задал Булгаков.
О том, что будущее «пристанище МАССОЛИТа» имело в среде литераторов недобрую репутацию, упоминает и филолог Сергей Боровиков, цитирующий адресованные Дому Герцена строки: «И прав один рифмач упорный, что в трезвом будучи уме, / На стенах мужской уборной бодро вывел резюме:/ „Хрен цена вашему Дому Герцена“./ Обычно заборные надписи плоски, но с этой — согласен! В. Маяковский».
Давая название месту обитания массолитовцев, Булгаков, с одной стороны, обыграл «гастрономическую фамилию» создателя «Горя от ума», с другой — недвусмысленно дал понять, что основные жизненные интересы представителей этого объединения связаны с кулинарией. Ресторан Дома Грибоедова стал отдельным романным образом, потому что литературные вопросы волновали его завсегдатаев далеко не в первую очередь; главным их стремлением было «получение максимума материальных благ»:
Эпизод, когда Коровьев и кот Бегемот не могут попасть в «Грибоедов» из-за отсутствия массолитовских удостоверений, не только является описанием существовавших в литературной среде нравов, но и пародийно воспроизводит фрагменты романа Анатоля Франса «На белом камне»: речь идёт о ситуации, при которой герой может пообедать лишь при наличии членского билета:
Дом Грибоедова с расположенным в нем МАССОЛИТом — злая сатира на это общество, где человека определяют писателем только по наличию у него клочка картона в дорогой коже с «золотой широкой каймой».

## Персонажи и прототипы
К числу возможных прототипов главы МАССОЛИТа Берлиоза исследователи относят пролетарского поэта Демьяна Бедного и одного из основателей РАППа Леопольда Авербаха. За критиком Мстиславом Лавровичем «скрывается» драматург Всеволод Вишневский — «один из ревностных гонителей Булгакова».
В образе члена МАССОЛИТа Латунского, устроившего травлю Мастеру, угадываются черты руководителя Главреперткома Осафа Литовского. История его взаимоотношений с Михаилом Афанасьевичем началась в 1926 году (когда Литовский опубликовал уничижительную статью о пьесе «Дни Турбиных»), продолжалась в течение жизни и завершилась после смерти писателя: в начале 1960-х критик написал «сомнительную в отношении достоверности» книгу «Глазами современников», в которой пытался объяснить, чем вызвано его «пристрастное отношение» к Булгакову.
В то же время, по словам литературоведа Владимира Лакшина, «на сомнительную честь» быть прототипом Латунского могли бы претендовать также критики Г. Е. Горбачёв, И. А. Дорошев, А. Р. Орлинский (введший в обиход термин «булгаковщина») и некоторые другие современники писателя.